# 2192 Pyatigoriya
2192 Pyatigoriya هو كويكب، يقع ضمن حزام الكويكبات. اكتشف في 18 أبريل 1972.

## روابط خارجية
- 2192 Pyatigoriya في قاعدة بيانات مختبر الدفع النفاث لأجرام النظام الشمسي الصغيرة

- الاكتشاف · مخطط المدار ·  العناصر المدارية · المعلمات المادية

- 2192 Pyatigoriya على موقع ويكي سكاي: DSS2, SDSS, GALEX, IRAS, Hydrogen α, X-Ray, Astrophoto, Sky Map, Articles and images